# Vohemar
Vohemar tengerparti város és község (Malagaszi nyelven: kaominina) Madagaszkár északi részén. A Vohemari kerület központja, amely a Sava régión belül található. Vohemar az 5-ös főút mellett található, Sambava és Nosiarina települések között. A község létszáma 15 000 fő volt a 2001-es népszámlálás adatainak becsült értéke alapján.
A városban az alap- és a középfokú oktatási intézmények megtalálhatóak. A város erősen mezőgazdasági jellegű, mivel lakosságának 20 százaléka a mezőgazdaságban növénytermesztésből, 5 százaléka állattartásból él. Legfontosabb terményeik a kasszava, a mogyoró, a kukorica, valamint a rizs. A városban kórház található. A város szélén belföldi repülőjáratokat fogadó repülőtér található.

## Fordítás
Ez a szócikk részben vagy egészben  a   Vohemar című angol Wikipédia-szócikk ezen változatának fordításán alapul.  Az eredeti cikk szerkesztőit annak laptörténete sorolja fel. Ez a jelzés csupán a megfogalmazás eredetét és a szerzői jogokat jelzi, nem szolgál a cikkben szereplő információk forrásmegjelöléseként.